# Кристофер Ву
Кристофер Морис Ву (фр. Christopher Wooh; 18. септембар 2001) је француски фудбалер камерунског порекла, игра на позицији одбрамбени играч. Тренутно наступа за Рен и репрезентацију Камеруна.

## Клупска каријера
Каријеру је започео 2010. године у Шантији, а 2016. је дебитовао у Нанси. У Купу Француске су изгубили са резултатом 1—0 од Сошоа 20. јануара 2021. Потписао је 1. јуна 2021. четворогодишњи уговор са Лансом који је ступио на снагу након месец дана, а четворогодишњи уговор са Реном 31. августа 2022.

## Репрезентативна каријера
Званично је позван у сениорску репрезентацију Камеруна 2022. у утакмици квалификације за Афрички куп нације 2023. Дебитовао је у у утакмици квалификације против Бурундија 9. јуна 2022. Ригобер Сонг га је 10. новембра 2022. изабрао за Светско првенство.